# Кометний ДНК-аналіз

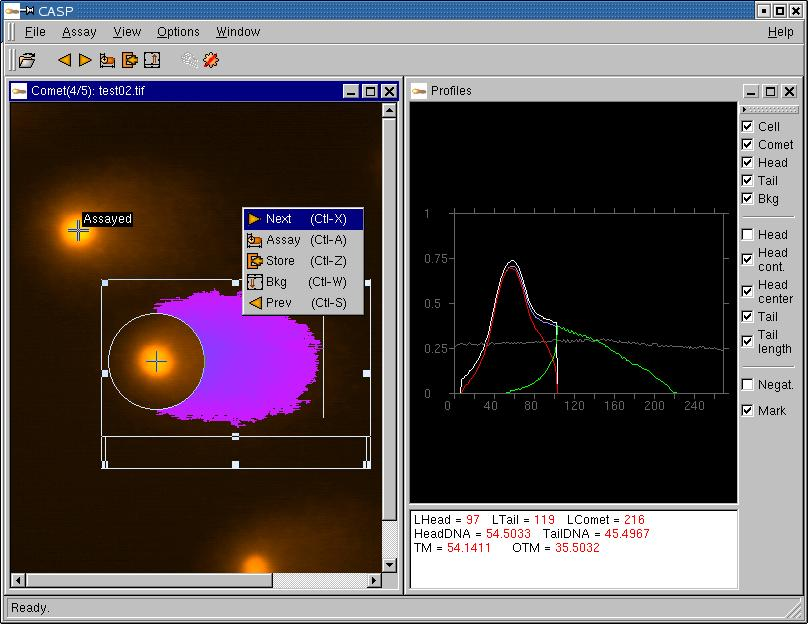
Знімок екрана під час роботи програми CaspLab з аналізу ДНК

Кометний аналіз (одноклітинний гель-електрофорез) — техніка гель-електрофорезу, яка дає змогу виявити пошкодження ДНК в окремих клітинах. Метод був розроблений у 1984 році Остлінгом і Йохансоном для виявлення дволанцюгових розривів ДНК . З подальшою розробкою Сінгха в 1988 році одноланцюгові розриви ДНК також можна виявити за допомогою базових буферів. Принцип кометного аналізу полягає в тому, що клітини, вбудовані в агарозу, лізують і піддають дії електричного поля, відомого як електрофорез. Інкапсуляція клітин у суспензії агарози відбувається при низькій температурі, лізис клітин - у нейтральних або лужних (pH>13) умовах. Термін «комета» виник через міграцію ДНК під час гель-електрофорезу, яка часто нагадує комету . Під час електрофорезу негативно заряджена ДНК мігрує до позитивного полюса, і завдяки порам в агарозі фрагменти розділяються відповідно до розміру, оскільки менші фрагменти долають більшу відстань, ніж більші за певний час. Однак хромосомна ДНК занадто велика, щоб мігрувати як ціле в електричному полі. Тільки пошкоджена, фрагментарна ДНК здатна мігрувати з клітинного ядра. В ультрафіолетовому мікроскопі видно пошкоджені клітини, які попередньо були оброблені флуоресцентними барвниками, такими як бромід етидію тепер із хвостом із фрагментів ДНК, що надає їм вигляду комети. Будь-яка клітина, яка має ядро, може бути використана в кометному аналізі. Виконання кометного аналізу відносно просте та швидке. Оцінюють кількість пошкоджених і непошкоджених клітинних ядер ручним способом або за допомогою спеціальних комп’ютерних програм з візуальним записом.

## Процедура
Інкапсуляція
Зразок клітин, отриманий з клітинної культури in vitro або досліджуваного in vivo (забарвлювання живих клітин), диспергують на окремі клітини та суспензують у розплавленій агарозі з низькою температурою плавлення при 37 °C. Ця моносуспензія відливається на предметному склі мікроскопа. Покривне шкельце тримають під кутом і наносять моносуспензію на цятку контакту між покривним і предметним стеклами. Коли покривне скло опускається на предметне, розплавлена агароза розтікається, утворюючи тонкий шар. Агароза гелюється при 4 °C і покривне шкельце видаляється. Агароза утворює матрицю вуглеводних волокон, які інкапсулюють клітини, закріплюючи їх. Агароза вважається осмотично нейтральною, тому розчини можуть проникати в гель і діяти на клітини без зміни положення клітин.
У дослідженні in vitro клітини будуть піддані дії тестового агента (ультрафіолетового світла, іонізуючого випромінювання або генотоксичних хімікатів) для індукції пошкодження ДНК в інкапсульованих клітинах. Для калібрування зазвичай використовується перекис водню, щоб отримати стандартизований рівень пошкодження ДНК .
Лізис
Потім предметне скло занурюють у розчин, який викликає лізис клітин. Лізисний розчин, який часто використовують у кометному аналізі, складається з висококонцентрованого водного розчину солі (часто можна використовувати звичайну кухонну сіль) і миючого засобу (наприклад, Triton X-100 або саркозинат). Рівень pH розчину для лізису можна регулювати зазвичай між нейтральним і лужним, залежно від типу пошкодження, яке досліджується. Водний розчин солі порушує білки та їх схеми зв’язування всередині клітини, а також порушує вміст РНК у клітині. Миючий засіб розчиняє клітинні мембрани. Під дією розчину для лізису клітини руйнуються. Усі білки, РНК, мембрани, цитоплазматичні та нуклеоплазматичні компоненти руйнуються. Залишається лише ДНК клітини, яка розплутується, щоб заповнити порожнину в агарозі, яку заповнювала вся клітина. Ця структура називається нуклеоїдом (загальний термін для структури, в якій зосереджена ДНК).
Електрофорез
Після лізису клітин (зазвичай 1–2 години при 4 °C) предметні стекла промивають дистильованою водою для видалення всіх солей і занурюють у другий розчин – розчин для електрофорезу. рН цього розчину можна регулювати залежно від типу пошкодження, яке досліджується.
Шкельця залишають на ~20 хвилин у розчині для електрофорезу перед застосуванням електричного поля. У лужних умовах подвійна спіраль ДНК денатурується, нуклеоїд стає одноланцюговим. Пропускається електричне поле (зазвичай 1 вольт/см) протягом ~20 хвилин. Потім шкельця нейтралізують до рН 7, фарбують специфічною для ДНК флуоресцентною фарбою та аналізують за допомогою мікроскопа з приєднаним пристроєм із зарядовим зв’язком (цифровою камерою), який під'єднаний до комп’ютера з програмним забезпеченням для аналізу зображень.

## Структура аналізу
Концепція, яка лежить в основі кометного аналізу, полягає в тому, що непошкоджена ДНК зберігає високоорганізований зв’язок з матричними білками в ядрі. При пошкодженні ця організація порушується. Окремі нитки ДНК втрачають свою компактну структуру. Коли подається електричне поле, ДНК, яка має загальний негативний заряд, притягується до позитивно зарядженого анода. Неушкоджені ланцюги ДНК занадто великі і не виходять із порожнини, тоді як чим менші фрагменти, тим далі вони можуть вільно рухатися протягом певного періоду часу. Таким чином, кількість ДНК, яка залишає порожнину, є мірою кількости пошкоджень ДНК у клітині.
Аналіз зображення вимірює загальну інтенсивність флуоресценції всього нуклеоїду та флуоресценції мігрованої ДНК і порівнює ці два сигнали. Чим сильніший сигнал від перенесеної ДНК, тим більше пошкоджень. Загальна структура нагадує комету (звідси «аналіз комети») з круглою головою, що відповідає неушкодженій ДНК, яка залишається в порожнині, і хвостом пошкодженої ДНК. Чим яскравіший і довший хвіст, тим вищий рівень ушкодження.
Кометний аналіз є універсальною технікою для виявлення пошкоджень, і, з коригуванням протоколу, може використовуватися для кількісної оцінки присутности широкого спектру пошкоджень, що змінюють ДНК. Пошкодження, які зазвичай виявляються, — одноланцюгові розриви та подвійні розриви. Одноланцюгові і подвійні розриви виявляються як у лужних, так і в нейтральних умовах. У лужних умовах додаткові структури ДНК виявляються як пошкодження у місцях, де відбувається репарація ДНК. 
Кометний аналіз є надзвичайно делікатним аналізом пошкодження ДНК, доводиться уникати всього, що може спричинити пошкодження або денатурацію ДНК, за винятком досліджуваного фактора. Найбільш поширеною формою аналізу є лужна версія. Завдяки простій і недорогій установці його можна використовувати в умовах, коли складніші аналізи недоступні 